# Perro Pastor Vasco
Der baskische Schäferhund spanisch Perro Pastor Vasco ['pero pas'toɾ 'βasko] (spanisch) oder Euskal Artzain Txakurra [eus'kal aɾ'tsain tʃa'kura] (baskisch) ist der traditionelle Hütehund des Baskenland. Die Rasse ist nicht von der FCI anerkannt. Die Rasse wurde am 1. Juni 1995 von der (RSCE) Real Sociedad Canina de España (Königlichen Gesellschaft für das Hundewesen in Spanien) offiziell anerkannt. Seine Verwandtschaft zu den anderen „leichten“ Hirtenhunden der Pyrenäen ist wohl unstrittig. Wie oft bei Hirtenhunden haben sich regional etwas unterschiedliche Schläge herausgebildet. Man spricht hier von dem etwas kleinerem Euskal Artzain Txakurra Iletsua mit kürzerem gewellten Fell und vom Euskal Artzain Txakurra Gorbeiakoa, der etwas größer, langhaariger und struppiger ist. Die Züchter sind der Meinung, dass es sich dabei um 2 unterschiedliche Rassen handle. Derzeit soll es weniger als 1000 Hunde dieser geben, was sie vom Aussterben bedroht.

## Herkunft
Über seinen Ursprung ist wenig bekannt, man nimmt jedoch an, dass er seit dem 16. Jahrhundert als lokaler Hof- und Hütehund kleiner Bauern im Baskenland verwendet wurde.

## Historischer Hintergrund

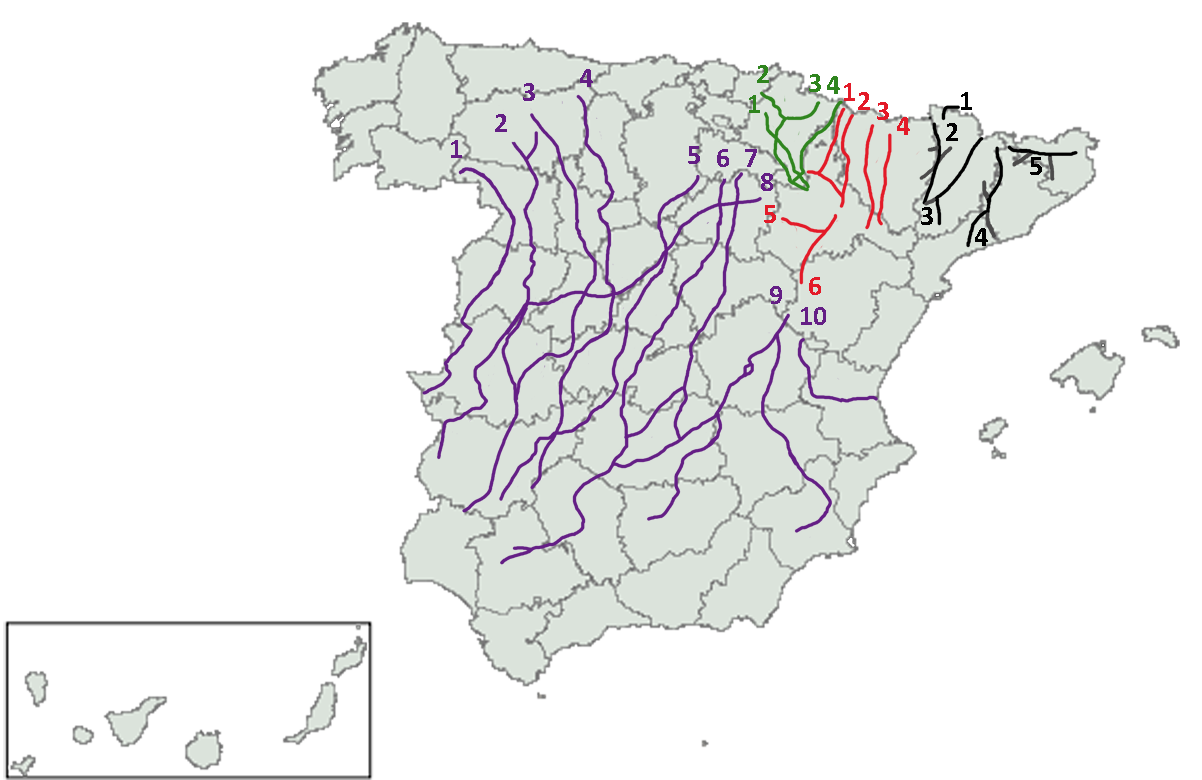
Traditionelle Triftwege Spaniens

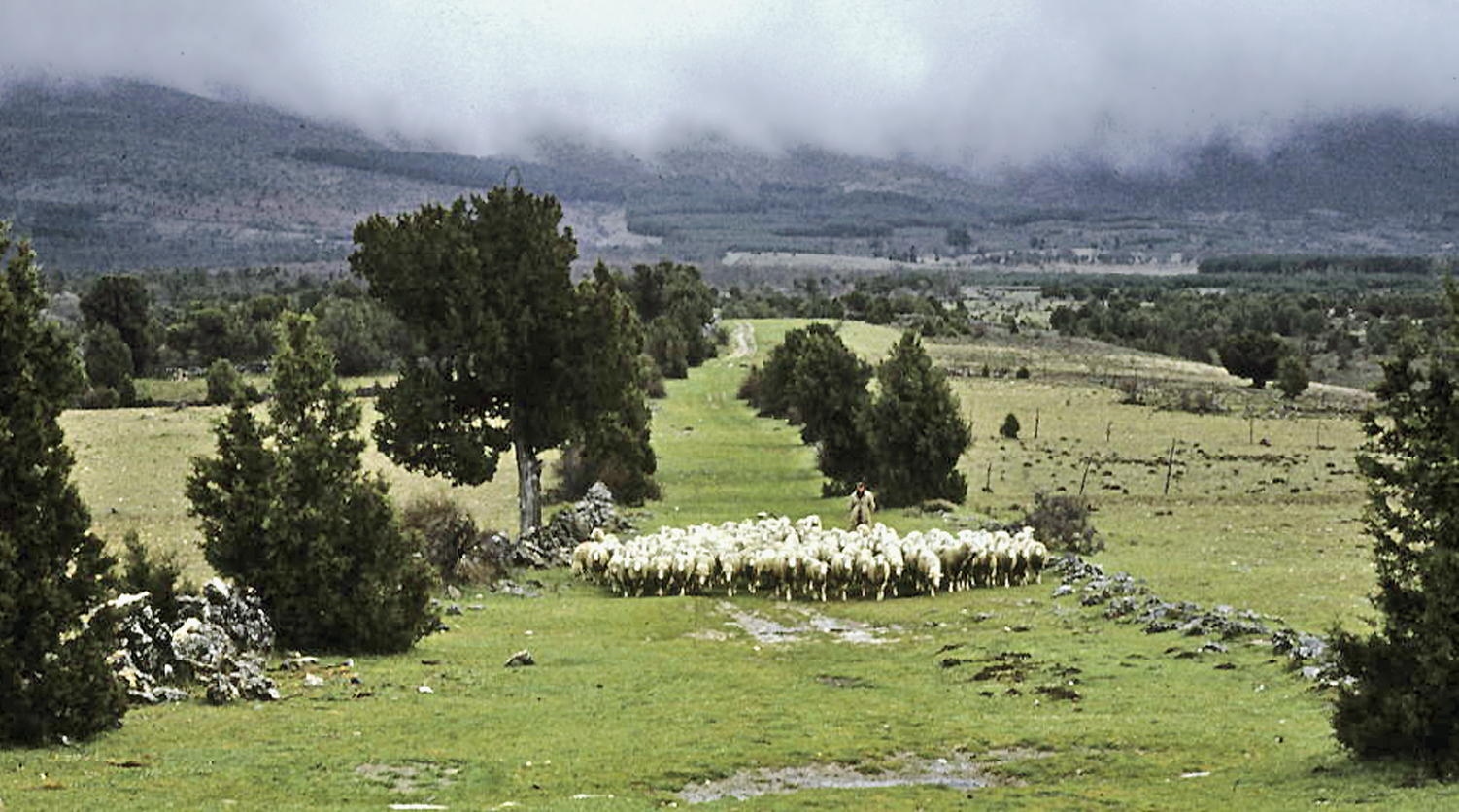
Wanderweidewirtschaft auf Triftweg

Der königliche Rat der Mesta untersagte bis 1836 das Mitführen von Schäferhunden auf den Canadas (Triftwege, den Viehstraßen). Lediglich in den Bergen waren spanische Mastiffs (span. Mastín Español) zum Schutz vor Wölfen erlaubt. Mit der Auflösung des Königlichen Rates der Mesta 1836 und damit dem Niedergang der Transhumanica (Wanderweidewirtschaft, saisonale Migration von Leon zur Extremadura), setzte im 19. und 20. Jahrhundert die Transterminancia (Verbleib in der Region) ein. Seitdem ist der Perro pastor bzw. Carea in den jeweiligen lokalen Schlägen der vorherrschende Hütehund, da es zu jener Zeit immer wieder zu schweren Wolfsangriffen auf die Herden kam.
Möglich ist daher eine Verwandtschaft des Perro Pastor Vasco zum Perro pastor altoaragonés (Can de Chira), dem Schäferhund aus Alto Aragones, der ebenfalls aus Hofhunden während der Transterminancia hervorging. Beide Schläge entwickelten sich wohl lokal unter der Herrschaft des Königreich Asturien und Navarre. Allgemein wird auch eine engere Verwandtschaft mit dem Perro de Pastor Catalán Gos d’Atura Català, dem katalanischen Hirtenhund, angenommen.
Dem gegenüber stehen die Hütehunde des konkurrierenden Königreichs von Kastilien und Leon, die sich als Carea Leonese und Carea castellano manchego während der Transterminancia zu Hütehunden entwickelten.

## Genetisch
Eine genetische Verbindung zum Australian Shepherd konnte bisher nicht nachgewiesen werden.
Ein italienischer Kynologe sah eine starke Ähnlichkeit zwischen altdeutschen und spanischen Hütehunden, doch dafür könnte es viele Gründe geben und näher untersucht wurde das bisher nicht.

## Beschreibung

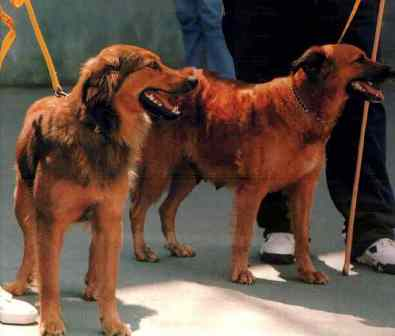

Die Haarstruktur des Baskischen Schäferhundes reicht von lang und glatt bis rauhaarig in braunen Farbtönen. Typischerweise sind die Hunde einfarbig und kommen von hellbraun (wie der Labrador) bis dunkel mahagonibraun vor. Das Fell ist absolut wetterbeständig, was in den Höhenlagen der Pyrenäen auch erforderlich ist, und verfügt daher über reichlich Unterwolle. Im Allgemeinen wird eine dunkle Nasen- und Maulpartie verlangt, die oft in eine schwarze Maske übergeht.

## Verwendung
Der Baskische Schäferhund ist am besten bei Schäfern aufgehoben, wird aber auch als Familienhund gehalten. Er möchte sich nützlich fühlen, ist aufmerksam und intelligent. Allerdings hat er auch einen hohen Bedarf an Beschäftigung und zeigt deutliches Revierverhalten. Er eignet sich auch für Hundesportarten wie Dogdancing und Agility. Bei Unterforderung kann er sich zu einem schwierigen Hund entwickeln und ist daher nicht für unerfahrene Hundehalter geeignet.

## Trivia
Er soll in verschiedenen Fresken aus dem 16. Jahrhundert zu erkennen sein, was von einer Popularität zeugt, die von der ländlichen Umgebung bis in die höchsten Sphären des damaligen Hofes reichte. Ab dem 18. Jahrhundert erschienen sie gemalt oder gezeichnet auf den Leinwänden von Luis Paret y Alcázar, Gustave Doré, Guiard, Arrue und anderen.